# Zračna luka Punta del Este
Zračna luka Punta del Este češće i Zračna luka kapetana Carlosa A. Curbela (špa. Aeropuerto Internacional Capitán de Corbeta Carlos A. Curbelo) urugvajska je zračna luka smještena u Piriápolisu, u neposrednoj blizini obale Atlantskog oceana.
Služi gradu Punta del Este i nudi usuge putničkog, poštanskog i robnog prijevoza u urugvajske i međunarodne zračne luke.
Osim u civilne svrhe, koristi se i u vojničke svrhe za prijevoz vojnika za vrijeme vojnih vježbi, vojne opreme, namirnica i kao uzletište vojnih zrakoplova.
Vojni zrakoplovi odavde uzlijeću u vojnu luku u Piriápolisu gdje prevoze vojnu opremu i namirnice Urugvajskoj ratnoj mornarici.
Glavni operater i voditelj luke je tvrtka Consorcio Aeropuertos Internacionales S.A. (CAISA).

## Statistike
| Promet                    | 2008. | 2007.   | 2006.   | 2005.   | 2004.   | 2003.   | 2002.   | 2001.   | 2000.   |
| ------------------------- | ----- | ------- | ------- | ------- | ------- | ------- | ------- | ------- | ------- |
| Broj putnika              | -     | 210.988 | 217.006 | 228.401 | 230.649 | 174.167 | 150.394 | 210.671 | 225.968 |
| Prevezena roba (u tonama) | -     | -       | 285     | 361     | -       | -       | -       | 11      | 13      |

## Vanjske poveznice
- Trenutno stanje atmosfere, meteroološki podatci i vrijeme u zračnoj luci (engl.)
- Pismohrana fotografija Zračne luka Punta del Este na airliners.net (engl.)